# Jean Mathieu Philibert Sérurier

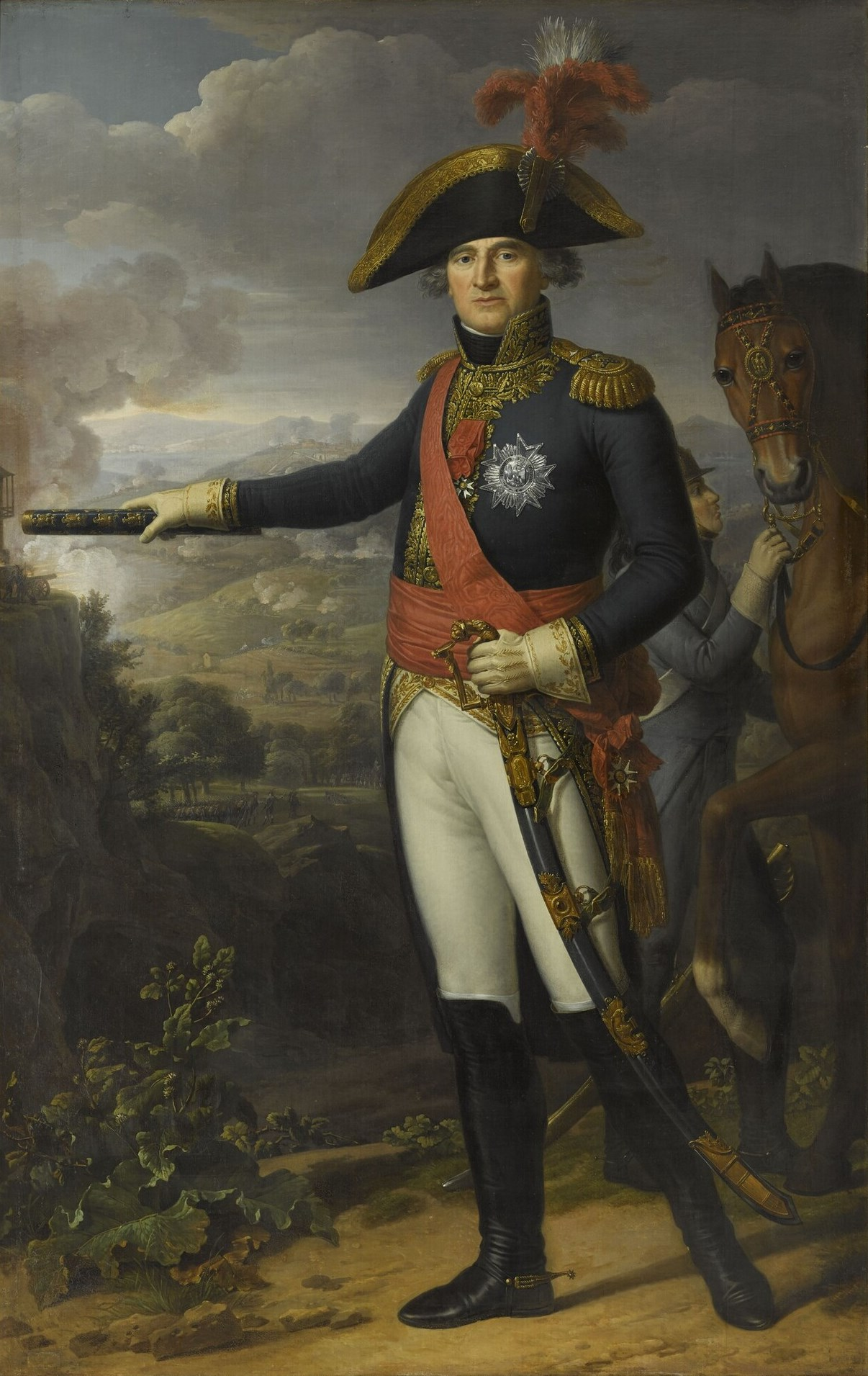
Jean Sérurier

Graf Jean Mathieu Philibert Sérurier (* 8. Dezember 1742 in Laon, Frankreich; † 21. Dezember 1819 in Paris, Frankreich) war ein französischer Offizier in der Zeit der Revolutionskriege, der durch Napoleon zum comte de l’Empire in der Noblesse impériale erhoben und zum Maréchal d’Empire ernannt wurde.

## Leben

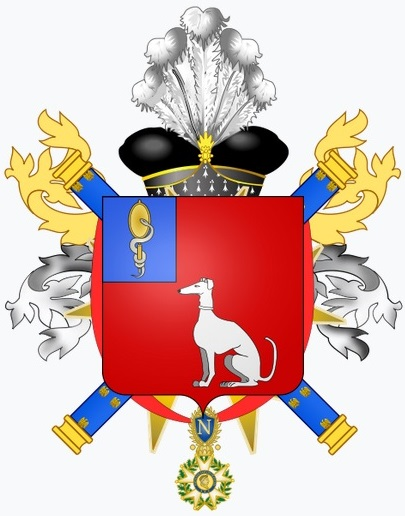
Wappen Séruriers als comte de l’Empire

Mit 13 Jahren in die Miliz eingetreten, diente Sérurier 34 Jahre lang u. a. in Hannover, Portugal und auf Korsika. Im Siebenjährigen Krieg wurde er in der Schlacht bei Warburg 1760 verletzt. Zur Zeit der Revolution war er Capitaine, diente 1793 in der italienischen Armee unter General Biron und nahm an den Feldzügen dort teil. Am 22. August 1793 wurde er zum Général de brigade und am 13. Juni 1795 zum Général de division befördert.
Unter Napoléon, der am 27. März 1796 den Oberbefehl in Italien erhielt, konnte er sich auszeichnen, sodass Napoléon sagte: „Ihm verdanken wir den Sieg bei Mondovi am 22. April.“ Sérurier war maßgeblich an der Belagerung Mantuas beteiligt und schloss Wurmsers Kapitulation am 2. Februar 1796 ab. Nach weiter erfolgreichen Schlachten besetzte er Graz, tat sich in der Schlacht bei Arcola so hervor, dass Napoléon ihn im Armeebefehl nannte und ihm die Ehre zuteilwerden ließ, 22 erbeutete Fahnen nach Paris zum Direktorium zu bringen. Zurück erhielt er das Oberkommando über die venetianischen Provinzen.
Am 24. September 1798 wurde Sérurier Generalinspekteur der Infanterie. Anfang 1799 vertrieb er die Engländer und Neapolitaner aus Livorno, musste jedoch nach der Schlacht an der Adda am 28. April mit seiner Division bei Verderio gegenüber den österreichisch-russischen Kräften unter Suworow die Waffen strecken. Zurück in Paris gehörte er in die erste Reihe derer, die Napoléon maßgeblich beim Staatsstreich vom 18. Brumaire unterstützten. Er war der Kommandant der Truppen in Saint-Cloud, wohin sich der Rat der Fünfhundert begeben hatte und die infolge der Ereignisse den Rat bedrohten und unter Druck setzten. Napoléon dankte es ihm, indem er Sérurier am 25. April 1804 zum Gouverneur der Invaliden und am 19. Mai zum Maréchal d’Empire ernannte.
1808 wurde Sérurier von Napoleon als comte de l’Empire in der Noblesse impériale geadelt. Bei der Landungsexpedition der Engländer auf der Insel Walcheren 1809 erhielt Sérurier das Generalkommando der Pariser Garde nationale, musste aber nicht eingreifen, weil die Engländer sich infolge der Maßnahmen, die Bernadotte ergriffen hatte, zurückzogen. Als sich 1814 die alliierten Feinde Paris näherten, ordnete er die Verbrennung von 1800 erbeuteten Fahnen und ähnlicher Kriegsbeute an. Im Senat stimmt er dann für das Ende des Kaisertums und erhielt unter Ludwig XVIII. den Titel eines Pairs von Frankreich. Diesen Titel verlor er jedoch nach der zweiten Restauration, da er sich Napoléon nach dessen Rückkehr erneut ergeben gezeigt hatte. 
Zurückgezogen starb Sérurier am 21. Dezember 1819 in Paris und wurde im Caveau des Gouverneurs der Cathédrale Saint-Louis-des-Invalides in Paris beigesetzt.

## Ehrungen
Séruriers Name ist am Triumphbogen in Paris in der 24. Spalte eingetragen.